# 星村市平
星村 市平（ほしむら いちへい、1874年（明治7年）1月25日 - 没年不明）は、大日本帝国陸軍軍人。最終階級は陸軍少将。位階勲等功級は従四位勲三等功四級。

## 経歴・人物
熊本県出身。1896年（明治29年）陸軍士官学校第7期卒業。
1923年（大正12年）8月に陸軍歩兵大佐・小倉連隊区司令官、1925年（大正14年）5月に歩兵第16連隊長を経て、1928年（昭和3年）8月10日に陸軍少将に昇進と同時に待命、同月29日に予備役に、のち1933年（昭和8年）4月に後備役に編入した。

## 栄典
- 1940年（昭和15年）8月15日 - 紀元二千六百年祝典記念章[4]